# Stylodipus andrewsi
Stylodipus andrewsi este o specie de rozătoare din familia Dipodidae. Se găsește în China (provinciile Mongolia Interioară, Gansu și Ningxia) și Mongolia.

## Taxonomie
Stylodipus andrewsi a fost considerată drept o subspecie a Stylodipus telum, însă acum este considerată specie diferită.

## Descriere
Rozătoarele din specia Stylodipus andrewsi cresc până la o lungime de 113 până la 130 mm, cu o coadă ceva mai lungă decât corpul, și până la o greutate de în jur de 60 g. Creștetul capului este gri cu puncte albe deasupra ochilor și încă unul în spatele urechii. Restul blănii este gri cu tentă bubalină. Șoldurile sunt străbătute de o bandă albă, iar suprafața ventrală este albă. Degetul central al labei din spate este cel mai lung, iar talpa labei este acoperită de păr. Coada este îngroșată de țesutul adipos de dedesubtul pielii și are o secțiune terminală neagră, aplatizată și stufoasă. Se deosebește de specia destul de asemănătoare Stylodipus telum prin faptul că are premolari pe maxilarul superior, aceștia fiind vestigiali la S. telum.

## Comportament
S. andrewsi este un animal nocturn și solitar. Viețuiește în stepe și pajiști aride și semiaride, precum și în dune de nisip cu vegetație arbustivă. Se găsește și în păduri de conifere și mixte cu subarboret. Se hrănește cu părți verzi ale plantelor, rădăcini și semințe. Femelele au de obicei un singur rând de pui pe an, ce constă în 2 până la 4 pui.

## Stare de conservare
S. andrewsi are un areal larg și se presupune că populația totală a acestei specii este mare. Se găsește și în câteva arii protejate. Nu au fost identificate amenințări deosebite pentru această specie, iar trendul populațional este necunoscut. Uniunea Internațională pentru Conservarea Naturii a clasificat această specie drept neamenințată cu dispariția.